# Xenomolgus varius
Genre
Espèce
Xenomolgus varius, unique représentant du genre Xenomolgus, est une espèce de copépodes de la famille des Rhynchomolgidae.

## Distribution
Cette espèce est endémique de l'île Maurice. Elle se rencontre dans l'océan Indien.
Ce copépode est associée aux scléractiniaires Porites sp..

## Description
La femelle holotype mesure 1,69 mm et le mâle paratype 1,12 mm.

## Publication originale
- Humes & Stock, 1972 : Preliminary notes on a revision of the Lichomolgidae, cyclopoid copepods mainly associated with marine invertebrates. Bulletin of the Zoological Museum of the University of Amsterdam, vol. 2, no 12, p. 121-133.